# Ејкинс (Оклахома)
Ејкинс (енгл. Akins) насељено је место без административног статуса у америчкој савезној држави Оклахома.

## Демографија
По попису из 2010. године број становника је 493, што је 44 (9,8%) становника више него 2000. године.
| Група             | 2000.       | 2010.       |
| Белци             | 312 (69,5%) | 356 (72,2%) |
| Афроамериканци    | 7 (1,6%)    | 2 (0,4%)    |
| Азијати           | 0 (0,0%)    | 0 (0,0%)    |
| Хиспаноамериканци | 6 (1,3%)    | 2 (0,4%)    |
| Укупно            | 449         | 493         |